# Luleå Bugg och Swing Dansklubb
Luleå Bugg och Swing Dansklubb (LBS) är en ideell idrottsförening som bildades 1985 för att bedriva allt från motionsdans till tävling i högsta elitklass inom BRR-danserna (bugg, boogie woogie, dubbelbugg, lindy hop och Rock'n'roll). LBS är medlem i Svenska danssportförbundet (DSF).
Föreningen har omkring 600 medlemmar och arrangerar många olika kurser och arrangemang under året.
Föreningens vision är att: Vi ska vara en attraktiv och levande dansidrottsförening som genomsyras av professionalism, glädje, omtanke och värme.
Föreningen fick i februari 2012 utmärkelsen "Årets Dansförening 2011" av Svenska danssportförbundet.